# Mīān Kolmarz
Mīān Kolmarz (persiska: ميان كلمرز) är en ort i Iran.   Den ligger i provinsen Mazandaran, i den norra delen av landet, 130 km nordost om huvudstaden Teheran. Antalet invånare är 288.
Terrängen runt Mīān Kolmarz är platt. Runt Mīān Kolmarz är det ganska tätbefolkat, med 155 invånare per kvadratkilometer. Närmaste större samhälle är Āmol, 17,7 km söder om Mīān Kolmarz. Trakten runt Mīān Kolmarz består till största delen av jordbruksmark.